# Gruitroderbos
Het Gruitroderbos is een gebied van 660 ha ten noorden van het dorp Opglabbeek en het gehucht Louwel en ten zuiden van de dorpen Gruitrode en Neerglabbeek. Het is een onderdeel van het Nationaal Park Hoge Kempen.
Ten noorden van dit bos loopt de Itterbeek. Het maakt deel uit van het natuurgebied Duinengordel en behoorde vroeger tot de -veel grotere- Gruitroderheide. Het gebied is Europees beschermd als onderdeel van een Natura 2000-gebied ((habitatrichtlijngebied 'Mangelbeek en heide- en vengebieden tussen Houthalen en Gruitrode' (BE2200030) en vogelrichtlijngebied 'Houthalen-Helchteren, Meeuwen-Gruitrode en Peer'  (BE2220313).

Het bos bevindt zich op het Kempens Plateau op een hoogte van ongeveer 70 meter, en maakt deel uit van een langgerekt complex van landduinen dat zich van Hechtel in het westen naar Neeroeteren in het oosten uitstrekt. Deze duinen zijn ontstaan in de laatste fase van de afgelopen IJstijd, ongeveer 10.000 jaar v. Chr.
Tijdens de eerste helft van de 20e eeuw zijn deze duinen vastgelegd met uitgestrekte dennenbossen, die mijnhout aan de steenkoolmijnen moesten leveren. Deze naaldbossen hebben een monotoon karakter. Op enkele plaatsen zijn de oorspronkelijke heide- en stuifzandgebieden intact gebleven. Deze worden nu als natuurreservaat beheerd. In 2008 heeft men een langgerekte strook naaldbos gerooid om ook daar weer ruimte voor stuifzand en heide te scheppen.
Vooral in de stuifzandgebieden is het reliëf aanzienlijk en bedraagt meer dan 10 m hoogteverschil. Hier ligt ook de Oudsberg waarvan de top 95 m hoog was. Dit is een Vlaams natuurreservaat

## Geuzenbaan
In het bos bevindt zich een kilometerslange kaarsrechte dreef die de Geuzenbaan wordt genoemd. Deze naam verwijst naar de troepen van Willem van Oranje die in het jaar 1568 hier langs trokken, daarbij de kom van Gruitrode vermijdend, waar zich immers de ridders van de Duitse Orde bevonden die de prins niet welgezind waren. Deze huisden op de Commanderij van Gruitrode die afhankelijk was van de landcommanderij Alden Biesen.

## Recreatie
In het Gruitroderbos zijn vele wandel-, fiets-, ruiter- en menroutes beschikbaar.

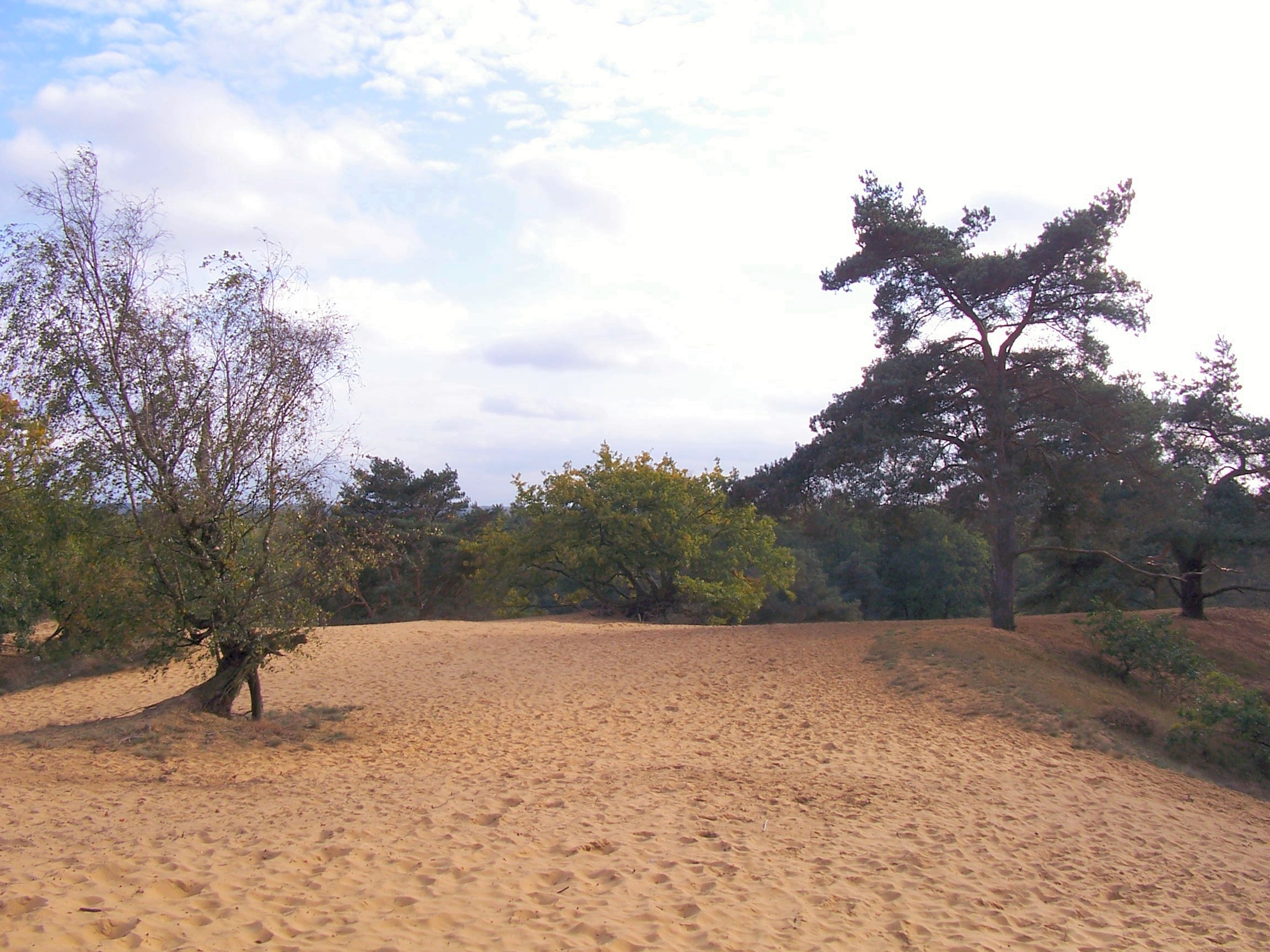
De Oudsberg, een landduin in het Gruitroderbos